# American Music Awards de 1993
O 20º American Music Awards ocorreu em 25 de janeiro de 1993, no Shrine Auditorium, em Los Angeles, nos Estados Unidos. A cerimônia foi apresentada pela cantora cubana-estadunidense Gloria Estefan, pelo cantor estadunidense Bobby Brown, e pela cantora norte-americana de música country Wynonna Judd. A premiação reconheceu os álbuns e artistas mais populares do ano de 1992.
Mariah Carey era a artista mais indicada da noite, com um total de 6; e a cantora juntamente com os cantores Michael Jackson e Michael Bolton foram os grandes vencedores da noite, com dois prêmios cada. 
Michael Jackson também foi agraciado com o Prêmio Artista Internacional, e, já que ele era o primeiro artista premiado com a honra, o comediante Eddie Murphy anunciou que o prêmio passaria a se chamar Prêmio Artista Internacional Michael Jackson.

## Performances
| Artista         | Canção                     | Apresentado por |
| --------------- | -------------------------- | --------------- |
| Michael Jackson | "Dangerous"                | —               |
| Metallica       | "Wherever I May Roam"      | Gloria Estefan  |
| Stephen Stills  | "Find the Cost of Freedom" | —               |
| Boyz II Men     | "End of the Road"          | Bobby Brown     |
| Bon Jovi        | "Bed of Roses"             | Wynonna Judd    |
| Wynonna Judd    | —                          | —               |
| Michael Bolton  | —                          | —               |
| Kris Kross      | "Jump"                     | —               |

## Vencedores e indicados
Os vencedores estão listados em negrito.
| Cantor de Pop/Rock (apresentado por Natalie Cole) | Cantora de Pop/Rock (apresentado por Herbie Hancock e Pat Benatar)                                 |
| --- | -------------------------------------------------------------------------------------------------- |
| - Michael Bolton - Bryan Adams - Eric Clapton - Michael Jackson                                                                                          | - Mariah Carey - Amy Grant - Bonnie Raitt - Vanessa L. Williams                                    |
| Banda/Dupla/Grupo de Pop/Rock (apresentado por Dwight Yoakam e Lita Ford)                                                                                | Álbum de Pop/Rock                                                                                  |
| - Genesis - Kris Kross - U2 | - Dangerous – Michael Jackson - Totally Krossed Out – Kris Kross - Achtung Baby – U2               |
| Single de Pop/Rock (apresentado por Alan Jackson e Patti LaBelle)                                                                                        | Arista Revelação de Pop/Rock (apresentado por Sawyer Brown)                                        |
| - "End of the Road" – Boyz II Men - "I'll Be There" – Mariah Carey - "Under the Bridge" – Red Hot Chili Peppers                                          | - Pearl Jam - Arrested Development - TLC                                                           |
| Cantor de Soul/R&B (apresentado por En Vogue) | Cantora de Soul/R&B (apresentado por Amy Grant e Richard Marx)                                     |
| - Bobby Brown - Tevin Campbell - Michael Jackson - Gerald Levert                                                                                         | - Patti LaBelle - Mary J. Blige - Mariah Carey - Vanessa L. Williams                               |
| Banda/Dupla/Grupo de Soul/R&B (apresentado por Shabba Ranks, Mad Cobra e Mary J Blige)                                                                   | Álbum de Soul/R&B (apresentado por Patty Smyth e Michael W. Smith)                                 |
| - Boyz II Men - En Vogue - Jodeci | - Funky Divas – En Vogue - MTV Unplugged – Mariah Carey - Dangerous – Michael Jackson              |
| Single de Soul/R&B (apresentado por Jon Secada e Gladys Knight)                                                                                          | Artista Revelação de Soul/R&B (apresentado por TLC e "Weird Al" Yankovic)                          |
| - "Remember the Time" – Michael Jackson - "Honey Love" - R. Kelly e Public Announcement - "Somebody Loves You Baby (You Know Who It Is)" - Patti LaBelle | - Kris Kross - Arrested Development - Jodeci                                                       |
| Cantor de Country (apresentado por Kathy Mattea e Restless Heart)                                                                                        | Cantora de Country (apresentado por Garth Brooks e Sandy Brooks)                                   |
| - Garth Brooks - Billy Ray Cyrus - Vince Gill - Alan Jackson                                                                                             | - Reba McEntire - Lorrie Morgan - Tanya Tucker - Wynonna                                           |
| Banda/Dupla/Grupo de Country (apresentado por Mr. Big)                                                                                                   | Álbum de Country (apresentado por Debbie Gibson e Tevin Campbell)                                  |
| - Alabama - Brooks & Dunn - Sawyer Brown | - For My Broken Heart – Reba McEntire - The Chase – Garth Brooks - Some Gave All – Billy Ray Cyrus |
| Single de Country (apresentado por Mötley Crüe) | Artista Revelação de Country (apresentado por Alabama)                                             |
| - "Achy Breaky Heart" – Billy Ray Cyrus - "The River" – Garth Brooks - "I Still Believe in You" – Vince Gill                                             | - Billy Ray Cyrus - Brooks & Dunn - Wynonna                                                        |
| Artista Adulto Contemporâneo (apresentado por Trey Lorenz e Tanya Tucker)                                                                                | Álbum Adulto Contemporâneo (apresentado por Lorrie Morgan e Brooks & Dunn)                         |
| - Michael Bolton - Mariah Carey - Genesis | - MTV Unplugged – Mariah Carey - We Can't Dance – Genesis - The Comfort Zone – Vanessa Williams    |
| Artista de Heavy Metal/Hard Rock (apresentado por Ugly Kid Joe)                                                                                          | Artista Revelação de Heavy Metal/Hard Rock (apresentado por Firehouse)                             |
| - Metallica - Def Leppard - Red Hot Chili Peppers | - Pearl Jam - Mr. Big - Ugly Kid Joe                                                               |
| Artista de Rap/Hip-Hop (apresentado por Jodeci) | Artista Revelação de Rap/Hip-Hop (apresentado por Run DMC)                                         |
| - Sir Mix-A-Lot - Kris Kross - TLC | - Kris Kross - TLC - Arrested Development                                                          |
| Prêmio de Mérito (apresentado por Grace Slick) | Prêmio Artista Internacional (apresentado por Elizabeth Taylor)                                    |
| Bill Graham | Michael Jackson                                                                                    |